# 국립 수중 고고학 박물관

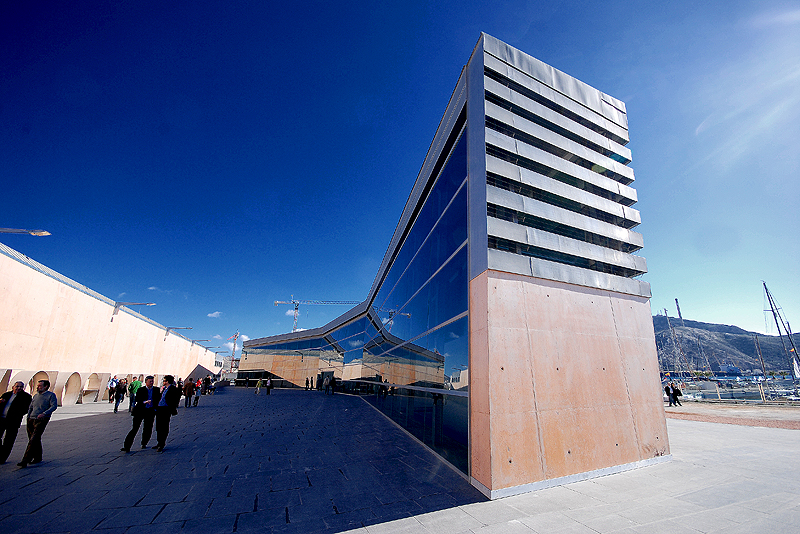
국립 수중 고고학 박물관

국립 수중 고고학 박물관(스페인어: Museo Nacional de Arqueología Subacuática)은 스페인 카르타헤나에 위치한 박물관이다.